# Učideši
Učideši (内弟子, rozsvícený „student uvnitř“) je japonský termín pro studenta/učně bojového umění, který žije společně se svým mistrem (senseiem) a pomáhá mu na plný úvazek. Systém existuje v kabuki, rakugo, šogi, igo, aikido, sumo, karate a dalších moderních japonských bojových uměních.

## Životní styl
Učideši obvykle žijí v dodžo, v domě učitele, nebo v oddělených ubytovacích jednotkách poblíž dodžo. Deši slouží učiteli celý den, každý den. Mezi povinnosti mohou patřit úklidové a sekretářské práce. Na rozdíl od učideši jsou studenti, kteří žijí venku, označováni jako sotodeši (外弟子, rozsvícený „student z venku“). Některé dodžo mají místnosti pro učideši přímo v dodžo.
Historicky byl učideši obvykle vybírán a cvičen, aby se stal příštím vedoucím školy bojových umění, když nebyl k dispozici přímý rodinný příslušník . V dnešní době se tento termín používá jako synonymum pro učeň.

## Související pojmy
V moderní době se používají pojmy jako cukibito (付き人, rozsvícená „připojená osoba“). Jiné termíny zahrnují senšúsei (専修生, „specializovaný student“) a kenšúsei (研修生, „student intenzivního výcviku“ nebo „student výzkumu“), ačkoli tyto termíny jsou obecnější a nemusí nutně znamenat učedníka žijícího se senseiem. Senšúsei a kenšúsei často odkazují na stanovené školicí programy nebo cíleně orientované školení spíše než na studenty, kteří mají zvláštní vztah s učitelem. Termín renšúsei (練習生) se používá v japonském profesionálním zápase. Termín džikideši se překládá jako „osobní žák“ a je to termín používaný pro studenty, kteří projevují oddanost a oddanost svému mistrovi a/nebo škole.